# Oelfatu
Oelfatu is een bestuurslaag in het regentschap Kupang van de provincie Oost-Nusa Tenggara, Indonesië. Oelfatu telt 1942 inwoners (volkstelling 2010).